# Ray Schalk
Ray William Schalk (Harvel, Illinois, 12 de agosto de 1892-Chicago, Illinois, 19 de mayo de 1970), más conocido como Ray Schalk, fue un jugador profesional estadounidense de béisbol que se desempeñó en la posición de cácher en las Grandes Ligas de Béisbol (MLB). Es miembro del Salón de la Fama del Béisbol.

## Carrera
Schalk jugó como profesional 17 temporadas en Chicago White Sox (1912-1928), después pasó a New York Giants, donde jugó una temporada (1929), y fue el equipo en el que se retiró.

## Reconocimiento
En 1955, ingresó como miembro al Salón de la Fama del Béisbol.